# St. Dionysius (Doveren)

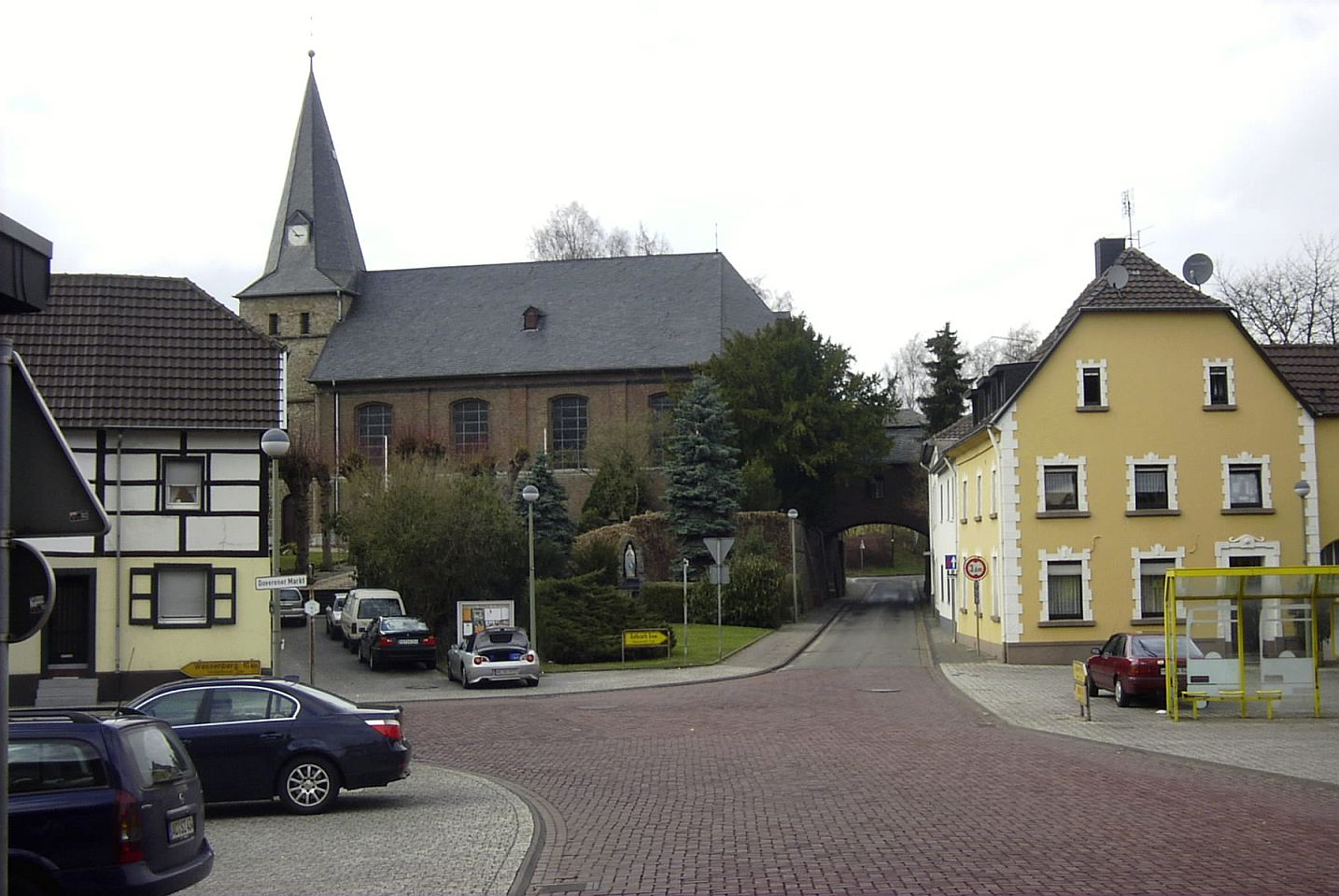
Pfarrkirche St. Dionysius

Die katholische Pfarrkirche St. Dionysius ist ein denkmalgeschütztes Kirchengebäude in Doveren, einem Stadtteil von Hückelhoven im Kreis Heinsberg (Nordrhein-Westfalen).
Die Kirche ist dem Patrozinium des heiligen Dionysius von Paris unterstellt. 

## Geschichte und Architektur
Der barocke Backsteinsaal mit polygonalem Chor wurde 1771 errichtet. Der spätmittelalterliche Westturm mit vier Geschossen ist dem Gebäude vorgestellt. Er wurde im 15. und 16. Jahrhundert aus Bruchstein errichtet und mit einer achtseitigen Schieferhaube bekrönt. In der Ostwand des Turmes sind Mauerwerksreste mit römischen Flachziegeln von einem Vorgängerbau aus der Zeit um 900 erhalten. Im Innenraum wurde eine flache Holztonnendecke eingezogen. Die Kirche wurde im Zweiten Weltkrieg stark beschädigt und 1949 wieder aufgebaut.
Das Gebäude steht auf einem mit einer Backsteinmauer umfriedeten Kirchhof, auf dem sich eine Kriegsgräberstätte befindet.

## Ausstattung
- Ein gotischer Taufstein aus Namurer Blaustein, die ehemals tragenden Säulen gingen verloren.
- Hinter dem Hochaltar steht eine Kreuzigungsgruppe vom Anfang des 16. Jahrhunderts.
- Die hölzerne Standfigur der Muttergottes vom Anfang des 16. Jahrhunderts stammt aus dem Umkreis des Meisters von Elsloo, sie wurde später neu gefasst.
- Ein Tafelgemälde der Anna selbdritt vom 18. Jahrhundert[2]

## Glocken
Die Kirche besitzt ein 4-stimmiges Geläut. Sie bilden das Motiv „Veni sancte spiritus“.
| Name           | Schlagton | Jahr | Gießer              |
| -------------- | --------- | ---- | ------------------- |
| Joseph         | e'        | 1971 | Mabilon             |
|                | fis'      | 1499 | Gregorius van Trier |
| Karl Borromäus | gis'      | 1971 | Mabilon             |
| Heinrich       | a'        | 1971 | Mabilon             |